# Stefán Kristjánsson (Schachspieler)
Stefán Kristjánsson

Link zum Bild

Stefán Kristjánsson (* 8. Dezember 1982 in Reykjavík; † 28. Februar 2018) war ein isländischer Schachspieler.
Stefán Kristjánsson lernte im Alter von elf Jahren das Schachspielen.
Er spielte für Island bei fünf Schacholympiaden: 2000 bis 2008. Außerdem nahm er viermal an den europäischen Mannschaftsmeisterschaften (2001 bis 2007) teil.
Im Jahre 2002 wurde ihm der Titel Internationaler Meister (IM) verliehen. Der Großmeister-Titel (GM) wurde ihm 2011 verliehen. Seine höchste Elo-Zahl war 2503 im März 2014.
Er hinterließ einen Sohn.
| Hier fehlt eine Grafik, die leider im Moment aus technischen Gründen nicht angezeigt werden kann. Wir arbeiten daran! |